# CSNK1D
CSNK1D (англ. Casein kinase 1 delta) – білок, який кодується однойменним геном, розташованим у людей на короткому плечі 17-ї хромосоми. Довжина поліпептидного ланцюга білка становить 415 амінокислот, а молекулярна маса — 47 330.
| 10         |  | 20         |  | 30         |  | 40         |  | 50         |
| ---------- |  | ---------- |  | ---------- |  | ---------- |  | ---------- |
| MELRVGNRYR |  | LGRKIGSGSF |  | GDIYLGTDIA |  | AGEEVAIKLE |  | CVKTKHPQLH |
| IESKIYKMMQ |  | GGVGIPTIRW |  | CGAEGDYNVM |  | VMELLGPSLE |  | DLFNFCSRKF |
| SLKTVLLLAD |  | QMISRIEYIH |  | SKNFIHRDVK |  | PDNFLMGLGK |  | KGNLVYIIDF |
| GLAKKYRDAR |  | THQHIPYREN |  | KNLTGTARYA |  | SINTHLGIEQ |  | SRRDDLESLG |
| YVLMYFNLGS |  | LPWQGLKAAT |  | KRQKYERISE |  | KKMSTPIEVL |  | CKGYPSEFAT |
| YLNFCRSLRF |  | DDKPDYSYLR |  | QLFRNLFHRQ |  | GFSYDYVFDW |  | NMLKFGASRA |
| ADDAERERRD |  | REERLRHSRN |  | PATRGLPSTA |  | SGRLRGTQEV |  | APPTPLTPTS |
| HTANTSPRPV |  | SGMERERKVS |  | MRLHRGAPVN |  | ISSSDLTGRQ |  | DTSRMSTSQI |
| PGRVASSGLQ |  | SVVHR      |  |            |  |            |  |            |

A: Аланін

C: Цистеїн

D: Аспарагінова кислота

E: Глутамінова кислота

F: Фенілаланін

G: Гліцин

H: Гістидин

I: Ізолейцин

K: Лізин

L: Лейцин

M: Метіонін

N: Аспарагін

P: Пролін

Q: Глутамін

R: Аргінін

S: Серин

T: Треонін

V: Валін

W: Триптофан

Кодований геном білок за функціями належить до трансфераз, кіназ, серин/треонінових протеїнкіназ, фосфопротеїнів. 
Задіяний у таких біологічних процесах, як біологічні ритми, сигнальний шлях Wnt, альтернативний сплайсинг. 
Білок має сайт для зв'язування з АТФ, нуклеотидами. 
Локалізований у клітинній мембрані, цитоплазмі, цитоскелеті, ядрі, мембрані, апараті гольджі.